# Fabrizio Nevola
Fabrizio Nevola (San Giorgio a Cremano, 14 ottobre 1979) è un attore italiano.

## Biografia
Formatosi all’Accademia nazionale d'arte drammatica "Silvio D’Amico", fa il suo esordio in televisione nella fiction di Rai1 Capri 3 nel ruolo di Vittorio Mottola. 
L’anno successivo è protagonista di puntata nella 10ª stagione di Distretto di Polizia su Canale 5 ed entra nel cast del "Progetto Eduardo" diretto da Massimo Ranieri e prodotto da Rai 1 che porterà sul piccolo schermo, 4 tra le più importanti commedie di Eduardo De Filippo: Filumena Marturano con Mariangela Melato, Napoli milionaria! con Barbara De Rossi, Questi Fantasmi con Donatella Finocchiaro e Sabato, domenica e lunedì con Monica Guerritore. 
Lavora nella fiction di Rai1 Un passo dal cielo (nel 2012) ed entra nel cast di Squadra Antimafia 6 in onda su Canale 5 nel ruolo del mafioso Ettore Ragno (nel 2014). Fa la sua prima apparizione al cinema nel 2015 in Tutte le strade portano a Roma con protagonisti Sarah Jessica Parker e Raoul Bova. 
Nel 2017 recita nel film Le verità di Giuseppe Alessio Nuzzo al fianco di Francesco Montanari. Nello stesso anno sarà tra i protagonisti di Sotto copertura – La cattura di Zagaria in onda su Rai1.
Escono nel 2018 Taxi 5, pellicola francese prodotta da Luc Besson, nel quale interpreta un malvivente italiano insieme a Salvatore Esposito e Tonno spiaggiato regia di Matteo Martinez con Frank Matano.

## Filmografia

### Cinema
- Tutte le strade portano a Roma, regia di Ella Lemaghen (2014)
- Le verità, regia di Giuseppe Alessio Nuzzo (2017)
- Taxi 5, regia di Frank Gastambide (2017)
- Tonno spiaggiato, regia di Matteo Martinez (2018)
- Il giudizio, regia di Gianluca Mattei e Mario Sanzullo (2021)

### Televisione
- Capri 3 (2010)
- Distretto di Polizia 10, episodi 17 e 18 (2010)
- Un passo dal cielo 2 (2012)
- Squadra antimafia 6, 9 episodi (2014) - Ruolo: Ettore Ragno
- L'isola di Pietro (2018)
- Sotto copertura - La cattura di Zagaria, 5 episodi (2017)
- Buongiorno, mamma!, episodi 6-12 (2021)
- La voce che hai dentro (2023)
- Noi siamo leggenda (2023)
- Mina Settembre, regia di Tiziana Aristarco – serie TV, episodi 3x11, 3x12 (2025)

## Teatro
- 2021 - Un ritratto per Teresa di Mark Burkowski - E.M. Lamanna
- 2019 - Processo a gesù - di Diego Fabbri - G.Gleijeses
- 2017 - The Bridge Archiviato il 26 settembre 2022 in Internet Archive. a cura di Eimuntas Nekrosius
- 2017 - Spoglia-Toy – L. Melchionna - Napoliteatrofestival
- 2016 - Letture Dantesche – ciclo di lezioni su Canti V-XIII-X dell’inferno, Università eCAMPUS Roma.
- 2015 - La professione della Signora Warren – Shaw - Giancarlo Sepe
- 2014 - Riccardo III - M. Ranieri
- 2014 - Antonio e Cleopatra - L. De Fusco.
- 2013 - Antigone - testo di Valeria Parrella – V. Perrella, regia L.De Fusco.
- 2013 - Questa sera si recita a soggetto - Biennale Teatro - L. Ronconi
- 2011 - L'Opera da tre soldi – Brecht - L. De Fusco.
- 2011 - After Juliet - G. Boncoddo.
- 2010 - Troilo>Cressida - M. Placido
- 2010 - Studio in presenza di Amleto  - A. Benadduce.
- 2010 - Breathing in - M. Zeuli.
- 2009 - An oak Tree - F. Arcuri.
- 2009 - Primo studio sulla Tempesta - G. Boncoddo.
- 2009 - Attempts on her life – Crimpt - F. Arcuri.
- 2009 - Woyzeck - Buchner - Regia A. Santagata.
- 2009 - Hamlet - G. Boncoddo.
- 2008 - Romeo e Giulietta - P. Carbone.
- 2008 - Divina Commedia - Inferno - R. Castellucci.
- 2008 - Nel bosco degli spiriti – Totuola - L. Ronconi.
- 2008 - Shakespeare nel bosco - M. Civica.
- 2008 - Hey Girl! - R. Castellucci.
- 2007 - Odissea: doppio ritorno – Boto Strauss - L. Ronconi.
- 2007 - La storia della bambola abbandonata - ripresa - G. Strehler
- 2007 - Lettura recitata de Il romanzo di Ferrara – Bassani – T. Kezich.
- 2007 - Con Nathan e Polimnia a casa dell'Ingegner Montemartini - F. Pero’.
- 2007 - La cucina - Arnold Wesker - A. Pugliese.
- 2007 - Come gocce su pietre roventi - Werner Fassbinder - M. Farau.
- 2006 - l'Orso e una proposta di Matrimonio – Checov - L. Salveti.
- 2006 - C'è qualcuno là fuori - da Platone- A. Buchelli.
- 2006 - Rosencrantz e Guildestern sono morti -Stoppard - G. Boncoddo.
- 2006 - Le relazioni pericolose - François de Laclos - F. Iacozzilli.
- 2006 - Le baccanti - Euripide - P. De Cristofaro
- 2005 - Un leggero malessere – Pinter -  A. Buchelli.
- 2005 - Il ratto del serraglio - C. Scarton.
- 2004 - La nuvola in calzoni -Majakovskij- E. Coltorti.
- 2004 - Indizi terrestri - C. Galante.
- 2004 - Oreste - Alfieri - M. Ferrero.
- 2004 - Coro - da testi di T.S. Elliot e Dante - G. Bevilacqua.
- 2003 - Bragadino - don Valerio Fulingi - G. Rocca.
- 2003 - Amata mia - Creazione e Regia G. SEPE.
- 2002 - Le notti bianche - Dostoevskij - Regia G. Sepe.

## Web
- Serie 9 episodi de “il Mago Matano” – regia Matteo Martinez/Frank Matano.